# Silver (färg)

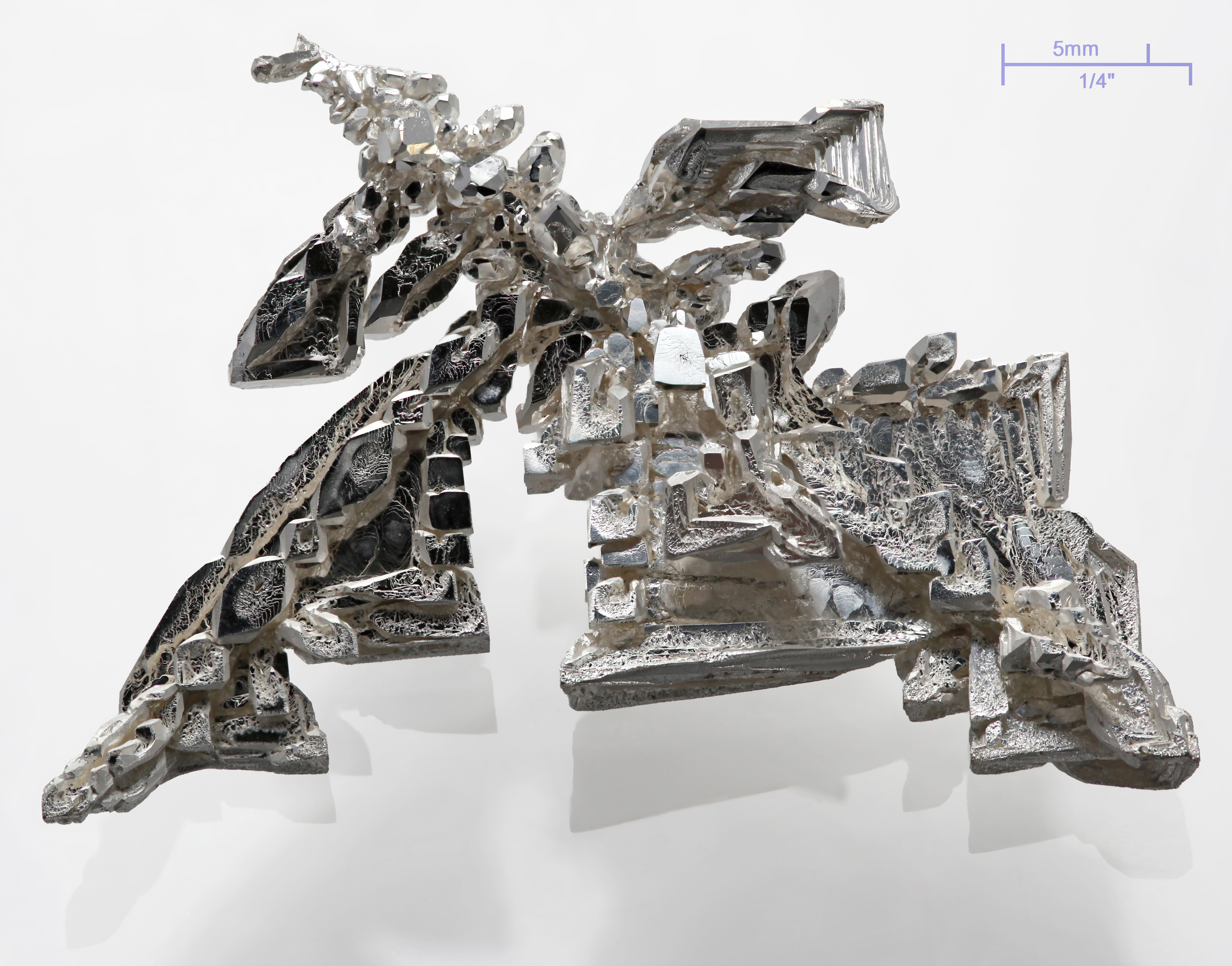
Silverklimp

Silver som färgbeskrivning är en gråaktig nyans som liknar oputsat silver, som under längre tid påverkats av syre och svaveldioxid i luften. 
Sedan version HTML 3.2 är "silver" namnet på en av de 16 VGA-färgerna, se boxen till höger för dess koordinater. 
Inom heraldiken är silver en tinktur som återges med vit färg. I svartvita framställningar återges silver som en omönstrad/vit yta. Heraldiskt sett är silver, liksom guld, en "metall" och inte en "färg".

## Några nyanser av "silverfärg"
Jämför med  färgerna på silverklimpen till höger.
| Webnamn          | Koordinater | Koordinater     | Koordinater      | Introducerad av, år                                                             |
| Webnamn          | Hex         | RGB (dec 0…255) | CMYK (dec 0…100) | Introducerad av, år                                                             |
| ---------------- | ----------- | --------------- | ---------------- | ------------------------------------------------------------------------------- |
| Silver (Crayola) | #C0C0BB     | 201, 192, 197   | —                | History of Crayola crayons, 1949? Nyansen har funnits i Crayolakritor sen 1803. |
| Silver Pink      | #C4AEAD     | 196, 174, 173   | 0. 11. 12. 23    | Plochere Color System, 1948                                                     |
| Silver Sand      | #BFC1C2     | 191, 193, 194   | 25, 19, 19, 0    | Xona Games Color List, 2001                                                     |
| Silver Chalice   | #ACACAC     | 172, 172, 172   | 34, 27, 28, 0    | Xona Games Color List, 2001                                                     |
| Roman Silver     | #838996     | 131, 137, 150   | 13, 9, 0, 41     | Resene Paints, Ltd                                                              |
| Old Silver       | #848482     | 132, 132, 130   | 0, 0, 2, 52      | ISCC NBS Dictionary of Colour Names, 1955 Benämningen belagd 1805               |
| Sonic Silver     | #757575     | 117, 117, 117   | 0, 0, 0, 54      | Crayola, 2001                                                                   |